# Allopauropus remigatus
Allopauropus remigatus är en mångfotingart som beskrevs av Ulf Scheller 1984. Allopauropus remigatus ingår i släktet småfåfotingar, och familjen fåfotingar. Inga underarter finns listade i Catalogue of Life.